# Federico Fazio
Federico Julián Fazio (* 17. března 1987 Buenos Aires) je bývalý argentinský profesionální fotbalista, který hrál na pozici středního obránce. Mezi lety 2011 a 2018 odehrál také 10 utkání v dresu argentinské reprezentace, ve kterých vstřelil jednu branku.
Hrál hlavně za FC Sevilla a AS Řím. Hrál na MS 2018.

## Hráčská kariéra
Federico Fazio hrál za Ferro Carril Oeste, FC Sevilla, Tottenham Hotspur FC a AS Řím. Se Sevillou vyhrál v roce 2014 Evropskou ligu.

## Reprezentační kariéra
V roce 2007 vyhrál MS do 20 let a v roce 2008 OH. V seniorské reprezentaci hrával od roku 2011 do roku 2018. Byl na MS 2018.

## Úspěchy

### Klubové

#### Sevilla B
- Segunda División B: 2006/07

#### Sevilla
- Copa del Rey: 2009/10

- Supercopa de España: 2007

- Evropská liga UEFA: 2013/14

#### Tottenham Hotspur
- Poražený finalista EFL Cupu: 2014/15

### Reprezentační

#### Argentina U20
- MS do 20 let: 2007

#### Argentina U23
- Letní olympijské hry: 2008